# Gerd Heßler
Pour les articles homonymes, voir Hessler.
Gerd Heßler (né le 13 septembre 1948 à Tannenbergsthal) est un ancien fondeur allemand.

## Palmarès

### Jeux olympiques
| Épreuve / Édition | Sapporo 1972 | Innsbruck 1976 |
| 15 km             | 25e          | 28e            |
| 30 km             | 18e          |                |
| 50 km             |              | 28e            |
| 4 × 10 km         | 6e           | DNF            |

### Championnats du monde
| Épreuve / Édition | Vysoke Tatry 1970 | Falun 1974 |
| 4 × 10 km         | Argent            | Or         |